# Boca de marinero
«Boca de marinero» (título original: «Sailor Mouth») es el primer segmento del episodio dieciocho de la segunda temporada, y el 38 en general de la serie de televisión animada estadounidense Bob Esponja. Se emitió por primera vez en Nickelodeon en los Estados Unidos el 21 de septiembre de 2001. En él, Bob Esponja lee una «mala palabra» de un contenedor de basura detrás del Krusty Krab, pero no sabe lo que significa, lo que le mete en problemas con los demás.
Fue dirigido por Andrew Overtoom para la animación y Walt Dohrn y Paul Tibbitt para los guiones gráficos, escrito por Dohrn, Tibbitt e Merriwether Williams, mientras que Carson Kugler, William Reiss y Erik Wiese trabajaron como artistas de storyboard. El capítulo satiriza implícitamente el uso de palabrotas entre los niños, basándose en las propias experiencias infantiles de los escritores.
El episodio tuvo una excelente acogida entre la crítica y los fanáticos, y varios miembros del equipo lo consideraron uno de sus favoritos por su carácter satírico. Sin embargo, no estuvo inmune a una recepción negativa, y fue reprochado por el grupo de vigilancia de los medios de comunicación Parents Television Council, que lo interpretó como un ejemplo de promoción del uso de blasfemias entre los infantes.

## Trama
Cuando Bob Esponja va a la parte trasera del Krusty Krab a sacar la basura, lee unos grafitis escritos en un contenedor, una de las cuales contiene una palabra que no entiende. Le pregunta a Patricio y le dice que es un «potenciador de frases» que se usa «cuando quieres hablar de forma elegante». Al día siguiente, Bob entra en el restaurante y le menciona la grosería a su amigo y luego por el intercomunicador, lo que provoca que los clientes se quejen y se marchen enfadados. Calamardo informa entonces a Mr. Krabs, que les explica con firmeza que emplearon una mala palabra: en concreto, es la número once, y está en una lista de trece frases malsonantes que nunca deben decir —a lo que Calamardo interrumpe y menciona que creía que sólo había siete, a lo que Mr. Krabs responde: «no si eres marinero»—. Al escuchar su advertencia, Bob y Patricio acuerdan no volver a usarla.
Más tarde, juegan a su juego favorito, Anguilas y Escaleras —un pastiche de Serpientes y escaleras—; Bob pierde y accidentalmente utiliza la número once en señal de frustración. Luego, Patricio corre al Krusty Krab para contárselo a Mr. Krabs, mientras que su amigo intenta detenerlo. Patricio también la emplea accidentalmente durante la persecución, lo que lleva a un exasperado Bob a irrumpir por la puerta principal e intentar decirle que Patricio dijo la blasfemia; llega poco después y hace un intento simultáneo, igualmente ininteligible, de delatarlo. Finalmente, Mr. Krabs pone fin a sus galimatías de explicaciones y les dice que simplemente expliquen el problema. Una vez que lo hacen, sorprendido los saca airadamente del restaurante y prepara un castigo. Ambos, arrepentidos, se disculpan mutuamente y se comprometen a dejar de usar la palabrota.
Cuando Mr. Krabs está a punto de darles la tarea de pintar el restaurante como sanción, se golpea el pie con una roca, lo que le hace gritar las treces malas palabras con dolor. Apenas Bob y Patricio las oyen, corren a casa de Mamá Cangrejo para contárselo. Los tres llegan al mismo tiempo y le explican lo sucedido, y dicen las mismas palabrotas. Después que ella se desmaye brevemente, Mr. Krabs les acusa por provocarle el colapso, pero antes que puedan discutir recupera la consciencia y les culpa a todos de sus acciones. Entonces les dice que pinten su hogar como castigo. Más tarde, va a recompensarles con limonada por su duro trabajo, pero se golpea el pie con una piedra como hizo su hijo. Cuando se queja de su lesión, los tres se escandalizan por su aparente mala educación, aunque el ruido que hizo resultó ser el del viejo Jenkins que tocaba la bocina en su cacharro, para diversión de todos.

## Producción

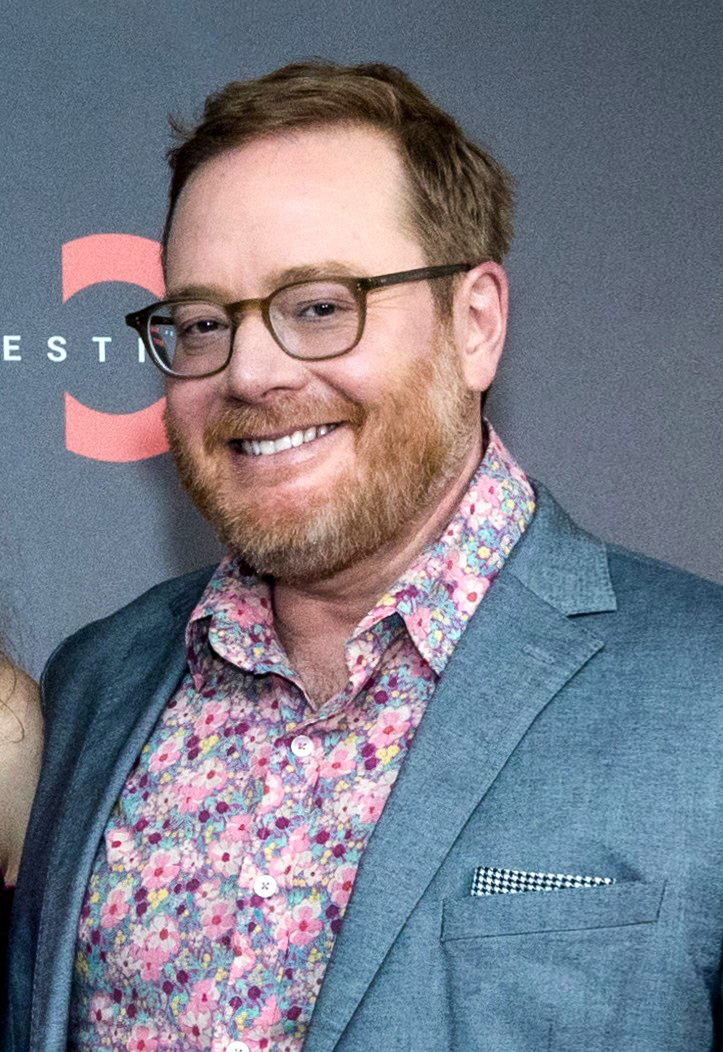
Walt Dohrn (fotografiado en 2023) escribió el episodio con Paul Tibbitt y Merriwether Williams.

La animación de «Boca de marinero» fue dirigida por Andrew Overtoom y escrito por Walt Dohrn, Paul Tibbitt y Merriwether Williams. Dohrn y Tibbitt fueron los directores del guion gráfico, mientras que Carson Kugler, William Reiss y Erik Wiese trabajaron como artistas de storyboard. El creador de la serie, Stephen Hillenburg, ha descrito el argumento como «algo clásico por lo que pasan todos los niños». Gran parte se inspiró en las propias experiencias de infancia de los escritores. El episodio marca la introducción de la madre de Mr. Krabs, Mamá Cangrejo, a la que puso voz el antiguo productor creativo y actual director ejecutivo Paul Tibbitt.
Los guionistas se inspiraron en sus propias vivencias infantiles para crear gran parte de la trama. La idea se originó en la experiencia del director creativo Derek Drymon «[cuando] me metí en problemas por decir la palabra con "f" delante de mi madre». Dijo: «La escena en la que Patricio corre hacia Mr. Krabs para contarle, con Bob Esponja persiguiéndole, es más o menos como ocurrió en la vida real». El final, en el que Mr. Krabs dice más palabrotas que ambos, se basó «en el hecho que mi madre [Drymon] también tiene boca de marinero».
La decisión inicial de utilizar ruidos de delfines en lugar de un pitido tradicional influyó la preocupación por la idoneidad del episodio para su público. Stephen Hillenburg recordó en 2016: «Propuse la idea que Bob y Patricio aprendieran una grosería. Todo el mundo dijo que no. Ni siquiera podía usar un pitido. Así que en su lugar usé un sonido de delfín». El actor de voz Tom Kenny reveló en la descripción de este capítulo en la colección de iTunes, SpongeBob SquarePants: Tom Kenny's Top 20, que en realidad improvisaron blasfemias falsas que luego serían censuradas por los efectos de sonido humorísticos. Añade en tono de broma: «Me reía tanto [grabando este episodio] que me filmaron tumbado en el suelo de la cabina de sonido».
La escena en la que Bob y Patricio juegan a las Anguilas y Escaleras fue difícil de animar para el equipo, ya que en muchas tomas algunas piezas del tablero cambiaban de sitio. El dibujante Erik Wiese admitió que fue un reto hacer el guion gráfico del concepto y la visión de Walt Dohrn sobre el acto.

## Lanzamiento
«Boca de marinero» se emitió por primera vez en Nickelodeon en los Estados Unidos el 21 de septiembre de 2001 a las 8:00 p. m., con una clasificación parental TV-Y7. Se lo incluyó en la compilación para DVD titulada SpongeBob SquarePants: Sea Stories el 5 de noviembre de 2002 y en SpongeBob SquarePants: The Complete 2nd Season publicada el 19 de octubre de 2004. El 22 de septiembre de 2009, figuró en SpongeBob SquarePants: The First 100 Episodes, que compila todos los episodios de la temporada uno a la cinco.

## Recepción
Barry Levitt de Vulture lo incluyó en su lista «25 Essential Episodes of SpongeBob SquarePants», y alabó los numerosos gags. En su ranking de los veinticinco mejores episodios, Andrew Firriolo de BuzzFeed lo situó en el puesto decimotercero, refiriéndose a él como su elección para los más divertidos de la serie. En otro listado similar, Screen Rant clasificó «Boca de marinero», junto con su segmento complementario, «Artist Unknown», en sexto lugar. Destacan la controversia que rodea al tema y lo consideran un ejemplo atractivo para todas las edades. John Witiw de MovieWeb lo colocó en la novena posición de su clasificación «Top 10 Funniest Episodes to Re-watch as an Adult». Señaló que, como se utilizan ruidos de delfines para censurar las palabrotas, los espectadores de más edad pueden completar los espacios en blanco por sí mismos.
En julio de 2022, el episodio junto con su segmento complementario, «Artist Unknown», se situaron en el séptimo puesto de los mejores valorados del programa según Internet Movie Database, con una puntuación de 9,2 sobre 10 por parte de los usuarios. Erik Wiese, que colaboró en el guion gráfico, lo considera su favorito, principalmente por su carácter aleatorio y satírico, y afirma: «A veces Bob Esponja me pilla desprevenido». En una entrevista con Paul Tibbitt, uno de los escritores, dijo que es su segundo capítulo preferido. El juego de mesa Eels and Escalators se ha convertido en una escena memorable entre los fanáticos. En 2021, BoxLunch y Nickelodeon colaboraron para producir una recreación que actualmente está a la venta.

### Controversia
En 2006, un informe de análisis de contenidos de la Parents Television Council (PTC), un grupo de vigilancia de los medios de comunicación, alegó que «Boca de marinero» era un intento implícito de promover y satirizar el uso de blasfemias entre los niños, citando una emisión repetida en 2005. Los miembros también lo mencionaron como ejemplo de cómo los niveles de actividad profana, sexual y violenta han aumentado en la programación televisiva infantil. El episodio se emitió originalmente durante la temporada 2001-02, irónicamente el periodo en la que la PTC nombró a Bob Esponja entre los mejores programas de la televisión por cable. Nickelodeon, en respuesta, dijo: «Es triste y un poco desesperado que se hayan rebajado a poner literalmente un lenguaje profano en boca de nuestros personajes para demostrar algo. ¿Ha examinado esto la FCC?». Richard Huff del New York Daily News reprochó este informe por no haber entendido la intención del capítulo: satirizar implícitamente el uso de blasfemias.

### Corte sin censura
En un panel de la ConnectiCon de 2016, el actor de voz Tom Kenny reveló la existencia de un corte sin censura que el público «nunca podrá escuchar, jamás». Según Kenny, el guion original preveía que los intérpretes improvisaran blasfemias falsas, pero resultó demasiado difícil y llevó demasiado tiempo. A sugerencia de Kenny, Stephen Hillenburg dio permiso para que dijeran palabrotas, alegando que la versión final siempre iba a ser censurada.
En la Comic Con de Los Ángeles de 2021, Kenny y Rodger Bumpass volvieron a hablar del «montaje sin censura», y Bumpass confirmó su existencia. Comentó que el estudio grababa y archivaba rutinariamente todas las tomas de cada episodio, incluidas las sin editar. Especuló que el rodaje sigue en posesión de Nickelodeon, junto con otras tomas «subidas de tono».